# MPK-41 (小型対潜艦)
MPK-41(ロシア語:МПК-41エーム・ペー・カー・ソーラク・アヂーン)は、ソ連・ロシア連邦の小型対潜艦(Малый противолодочный корабль)である。艦名は「第41号小型対潜艦」といった意味。

## 概要
1971年4月12日、1124号計画型小型対潜艦の1 隻として、工場番号第11号艦がハバロフスクの第876造船工場で起工された。1972年4月4日にはソ連海軍に登録され、MPK-41と命名された。同年8月22日には進水、12月31日には竣工、1973年3月19日付けで赤旗受賞太平洋艦隊第11対潜艦分艦隊へ配備された。
1988年9月8日には、日本海にて練習航海中に僚艦のPSKR-803と衝突し損傷を受けた。そのため、MPK-41は修理を余儀なくされた。その間、1991年年末にソビエト連邦の崩壊が発生し、MPK-41は1992年7月26日付けでソ連の海軍旗を降ろし、ロシアの聖アンドレイ旗を掲揚した。しかし、経済の混乱と物資および資金の不足から修理は進まず、1993年6月30日には売却・解体のため除籍となった。解体作業は同年12月31日に完了した。